# Lindernia macrobotrys
Lindernia macrobotrys é uma espécie botânica do gênero Lindernia pertencente à família Linderniaceae.